# Rassvet (Vladímir)
|  | Per a altres significats, vegeu «Rassvet». |

Rassvet (en rus: Рассвет) és un poble de l'óblast de Vladímir, a Rússia, segons el cens del 2010 tenia 43 habitants. Pertany al districte municipal de Gorokhovets.